# Constantin Ciucă
Constantin Ciucă (ur. 20 września 1941 w Vânători w okręgu Mehedinți) – rumuński bokser, wielokrotny medalista mistrzostw  Europy.
Startował w wadze muszej (do 51 kg). Zdobył w niej brązowy medal na mistrzostwach Europy w 1963 w Moskwie, gdzie w półfinale pokonał go przyszły mistrz Wiktor Bystrow. Wystąpił na igrzyskach olimpijskich w 1964 w Tokio, gdzie po wygraniu dwóch pojedynków dotarł do ćwierćfinału, w którym pokonał go Artur Olech. Na mistrzostwach Europy w 1965 w Berlinie ponownie zdobył brązowy medal; w półfinale pokonał go Hubert Skrzypczak.
Na kolejnych mistrzostwach Europy w 1967 w Rzymie Ciucă zdobył srebrny medal po wygraniu trzech walk i przegranej w finale z Hubertem Skrzypczakiem. Zwyciężył w Mistrzostwach Armii Zaprzyjaźnionych w 1967 w Bukareszcie. Odpadł po drugiej walce na igrzyskach olimpijskich w 1968 w Meksyku po ponownej porażce z Arturem Olechem. Wreszcie na swej ostatniej dużej imprezie międzynarodowej Ciucă odniósł największy sukces. Zdobył złoty medal na mistrzostwach Europy w 1969 w Bukareszcie po pokonaniu m.in. Artura Olecha w półfinale i Nikołaja Nowikowa w finale.
Ciucă był mistrzem Rumunii w wadze muszej w 1962, 1964, 1965, 1966, 1968 i 1969 oraz wicemistrzem w 1971.